# BBOM
 BBOM é uma marca registrada da empresa brasileira Embrasystem Tecnologia em Sistemas, Importação e Exportação LTDA. A empresa diz que opera em sistema de marketing multinível, mas tinha sido acusada de pirâmide financeira. 
Em 15 de dezembro de 2017 a Justiça Federal de Goiás determinou a dissolução da empresa, indenização aos seus clientes e o pagamento de uma multa de 100 milhões de reais por aplicar o Esquema Ponzi. A empresa irá recorrer.

## História

### Problemas com a justiça
A empresa foi acusada de operar um grande esquema de pirâmide financeira, segundo o Ministério da Justiça. O caso, que parece configurar um esquema de pirâmide financeira, levou a justiça a bloquear os bens da empresa e a determinar a suspensão das suas operações. Mais tarde foi reavaliado pela justiça que liberou parcialmente as atividades da empresa. A BBom entrou com recurso e teve o mesmo deferido em âmbito nacional, sendo inclusive, livrada da acusação de pirâmide financeira, pelo desembargador que julgou o caso. 
Em setembro de 2014, o criador do Sistema BBOM, João Francisco de Paulo foi denunciado pela prática de crimes contra o mercado de capitais, o sistema financeiro e a economia popular e ainda por lavagem de dinheiro, em virtude de terem utilizado contas de terceiros ("laranjas") para não ter que declarar à Receita o patrimônio adquirido com o esquema financeiro.

### O retorno da empresa
Em setembro de 2015 a empresa voltou ao mercado operando num sistema de micro-franquias. A empresa está fazendo um reembolso dos antigos investidores no Acre.

## Esquema Ponzi
Na BBOM, um dos produtos que sustenta o negócio é um rastreador de veículo, atividade parcialmente bloqueada por suspeita de ser um Esquema Ponzi.
No sistema adotado pela BBOM, os interessados associam-se mediante o pagamento de um valor de adesão que varia de 600 a 3 000 reais. O mecanismo de bonificação aos associados era calculado sobre os comodatos da equipe, assim como outras empresas, ou seja, mesmo sem colocar ninguém na sua rede, o associado receberia. Quanto mais gente era trazida para a rede, maior era a premiação prometida. Em setembro de 2013, o Ministério Público afirmava que Telexfree e BBom tinham operações interligadas.